# گاوداری کازرونی
گاوداری کازرونی یک منطقهٔ مسکونی در ایران است که در دهستان بشاریات شرقی واقع شده‌است. گاوداری کازرونی ۲۲ نفر جمعیت دارد.